# 南布罗克默兰
南布罗克默兰（德語：Südbrookmerland）是德国下萨克森州的一个市镇。总面积96.82平方公里，总人口18969人，其中男性9463人，女性9506人（2011年12月31日），人口密度196人/平方公里。